# Проезд Ивана Халатина
Проезд Ивана Халатина (известна также как улица Халатина) — одна из улиц Мурманска. Назван 31 марта 1967 года в честь пограничника Ивана Халатина, до этого на её месте был проезд между 201-м и 202-м строительными кварталами.
Расположен в Ленинском округе Мурманска, начинается от улицы Александрова, изгибаясь дугой по восточному склону Зелёного мыса, упирается в улицу Аскольдовцев.

## Дома
- 3 — Дополнительный офис отделение Ленинское филиала «Мурманский» ОАО Банк «Александровский»
- 4 — Аптека № 61
- 5 — Прокуратура Ленинского округа и Ленинский районный суд
- 6 — Детский сад № 91 «Центр развития ребенка»
- 17 — Школа № 45
- 18 — Художественная школа